# Fontaine de la Justice (Cudrefin)
Pour les articles homonymes, voir Fontaine de la Justice.
La fontaine de la Justice est une fontaine située dans la commune vaudoise de Cudrefin, en Suisse.

## Histoire
La fontaine de la Justice a été créée par Benoît Magnin en 1605. Selon le contrat de l'époque, la fontaine, de forme octogonale, devait faire « 12 pieds de longueur, 8 pieds de largeur et 3 pieds de profondeur, en prenant la mesure en dedans » ; en plus du payement monétaire, la ville fournit au sculpteur le titre de Bourgeois de Cudrefin et 900 litres de vin rouge.
La fontaine est inscrite comme bien culturel suisse d'importance nationale. Elle a été rénovée entre 1991 et 1992.